# Бялото ябълково дърво
„Бялото ябълково дърво“ (на латвийски: Baltoji obelis) е картина от литовския художник Антанас Самуолис от 1932 г.
Картината е нарисувана с маслени бои върху платно и е с размери 89 x 71 cm. „Бялото ябълково дърво“ заема специално място в историята на литовското изобразително изкуство, като част от най-добрите пейзажи. Представена е за първи път през 1932 г. Макар и млад по това време, Антанас Самуолис показва зрялост в творчеството си. Основният фокус на картината е насочен към ябълковото дърво, което заема централно място в нея, подчертано от неговия по-светъл цвят. Жената, наведена над буре, куче и няколко сгради имат второстепенно значение в картината. Експресионизмът се представя чрез кривото стъбло на дървото, прегърбената жена и неравномерно изораната обработваема земя. Сцената, която се представя съдържа поетично настроение на самота и тъга. Пейзажът е автентичен, предполага се, че ябълковото дърво се намира в семейната градина на художника. Картината съдържа и автобиографичен аспект, намеквайки за тежкия живот на художника, страдащ от влошено здравословно състояние и Финансови затруднения.
Картината е част от фонда на Музея за изкуство във Вилнюс, Литва.